# Paul Fang
Paul Fang (en chino simplificado, 方洪波; pinyin, Fāng Hóngbō, Anhui, 1967) es un empresario chino. Desde 2013, es presidente y CEO de Midea Group, una de las compañías incluidas en la lista Fortune 500, y el mayor productor de electrodomésticos del mundo.

## Biografía
Fang, nacido en un pueblo de diez familias en una región montañosa de la empobrecida provincia de Anhui, en el centro de China, en 1967, pasó su infancia recogiendo agua de pozos y cortando leña. Fang es licenciado en Historia por la Universidad Normal del Este de China, en Shanghái. Posteriormente realizó un EMBA por la Universidad Nacional de Singapur.  Después de graduarse, consiguió un trabajo en una fábrica estatal que hacía autos y camiones, pero encontró una atmósfera sofocante. Inspirado en una gira por el sur del país en 1992 por el entonces líder supremo Deng Xiaoping, orquestado para impulsar una nueva ola de reformas económicas, Fang renunció a su trabajo y se mudó a esa región en busca de oportunidades.

## Carrera
Fang se unió a la compañía de electrodomésticos Midea en 1992. Entró en el Departamento de Marketing, para pasar más tarde a ser promovido a Gerente General de la empresa de aire acondicionado, en el Departamento de Negocios. Fue posteriormente presidente de la sección de aparatos eléctricos de refrigeración del Grupo y, a continuación, presidente de Midea Holding Co., Ltd.
En 2013, tras la jubilación del fundador de la compañía, He Xiangjian, Fang fue nombrado presidente y CEO de Midea Group Co., Ltd. (000333.SZ). Actualmente es el presidente de la empresa filial, Wuxi LittleSwan Co., Ltd. (000418.SZ).